# Saint-Yrieix-la-Montagne
 Saint-Yrieix-la-Montagne  es una comuna (municipio) de Francia, en la región de Lemosín, departamento de Creuse, en el distrito de Aubusson y cantón de Crocq.
Su población en el censo de 1999 era de 233 habitantes.
Está integrada en la Communauté de communes du Plateau de Gentioux.